# Landévant
Landévant (bretonisch: Landevan) ist eine französische Gemeinde mit 4049 Einwohnern (Stand: 1. Januar 2022) im Département Morbihan in der Region Bretagne. Sie gehört zum Arrondissement Lorient und zum Kanton Pluvigner. Die Einwohner werden Landévantais genannt.

## Geographie
Landévant liegt am Fluss Étel. Umgeben wird Landévant von den Nachbargemeinden Languidic im Nordwesten und Norden, Pluvigner im Norden und Osten, Landaul im Südosten und Süden sowie Nostang im Südwesten und Westen.
Durch die Gemeinde führt die Route nationale 165 (zugleich E 60) und die Bahnstrecke Savenay–Landerneau.

## Bevölkerungsentwicklung
| Jahr      | 1962 | 1968 | 1975 | 1982 | 1990 | 1999 | 2006 | 2011 | 2019 |
| Einwohner | 1601 | 1594 | 1516 | 1794 | 2083 | 2123 | 2714 | 3322 | 3961 |

Quellen:

## Sehenswürdigkeiten

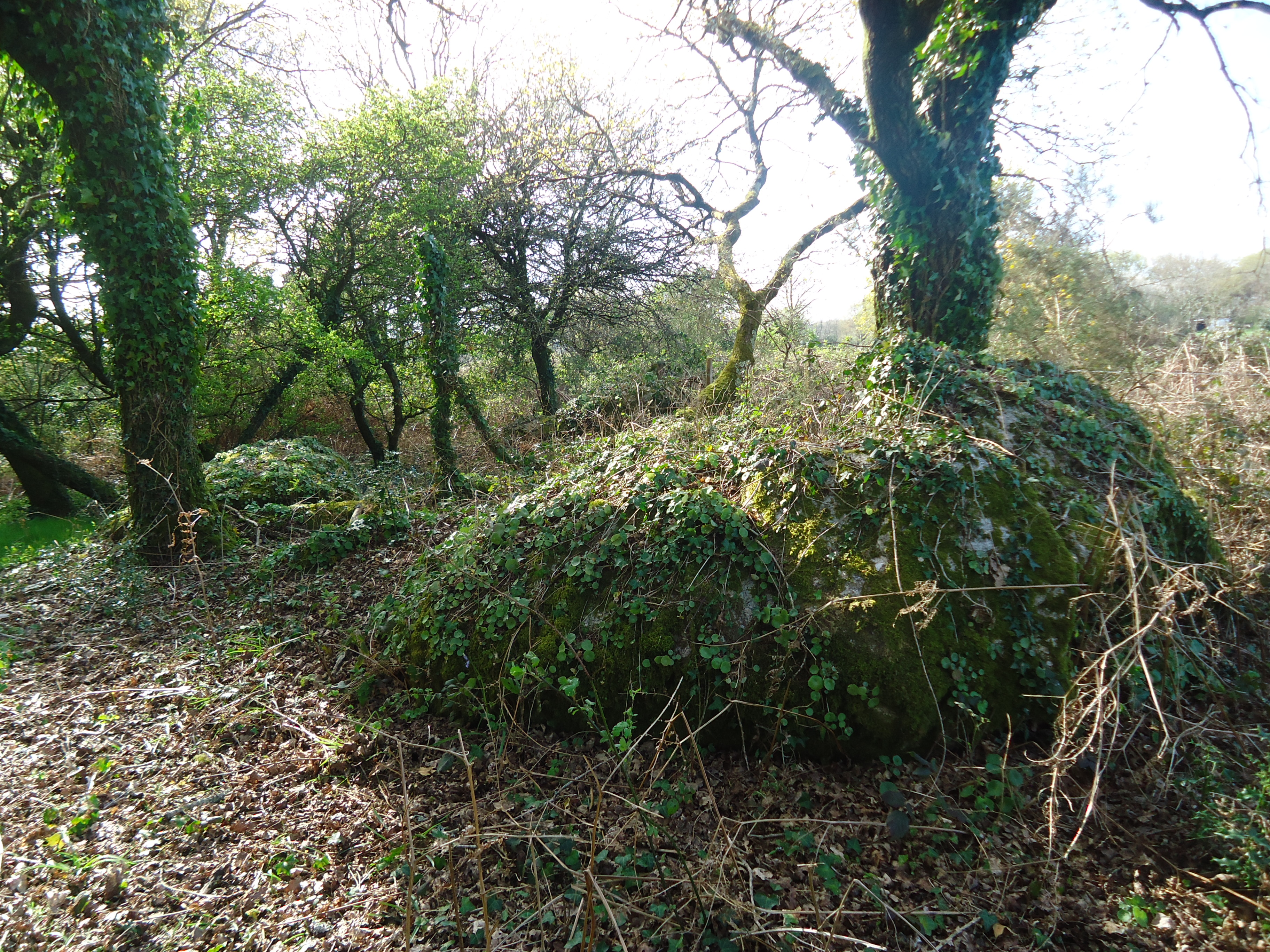
Dolmen de la Grotte des Korrigans

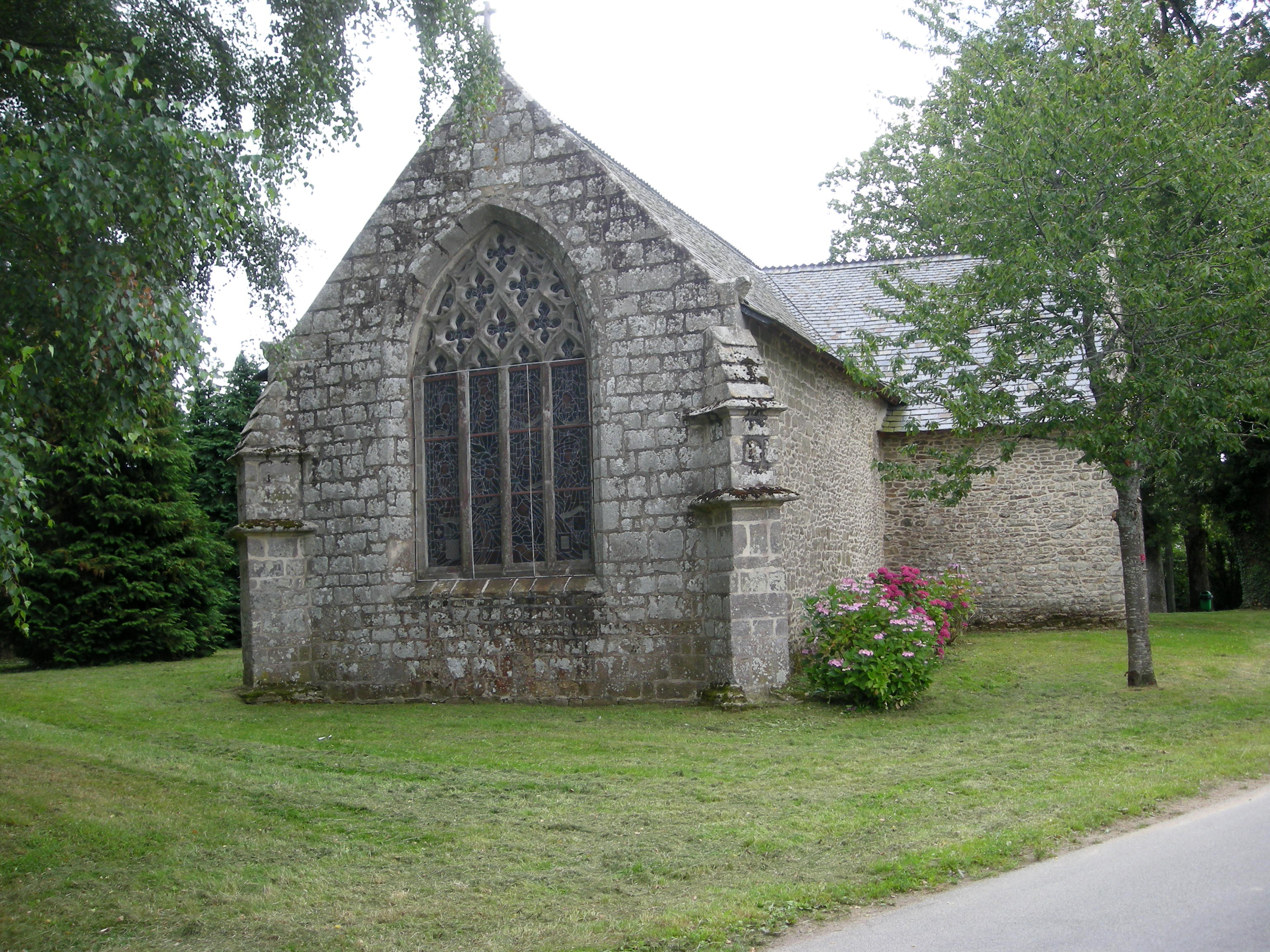
Kapelle de Locmaria-er-Hoët

- Kirche Saint-Martin, 1834 an der Stelle der früheren Kirche aus dem 15. Jahrhundert erbaut
- Kapelle de Locmaria-er-Hoët, seit 1925 Monument historique
- Kapellen Sainte-Brigitte, Saint-Laurent und Saint-Nicolas